# 大阪橋本道路
大阪橋本道路（おおさかはしもとどうろ）は、大阪府大阪市東住吉区から和歌山県橋本市まで計画されている、延長約30kmの4車線の地域高規格道路。このうち河内長野市から橋本市までは国道371号となっている。
1994年12月16日、大阪高野山道路として候補路線に指定。1998年6月16日、高野山方を橋本高野山道路として分離した上で大阪橋本道路として計画路線に指定された。

## 概要
大阪府の財政難もあり、堺市美原区から河内長野市までは都市計画図に路線掲載されているものの調査中区間とされており、事業化の目処が立っていない。
2024年現在、実質的に供用されているのは、国道371号バイパスの大阪府河内長野市小山田町から和歌山県橋本市市脇の区間である。国道371号バイパスの天見から柱本（石仏バイパス第3工区、天見紀見トンネル）の間は2024年6月2日に開通した。これによって河内長野市小山田町から橋本市市脇までの全線が供用された。河内長野市上原町以北を4車線、以南を暫定2車線とし、橋本市内は4車線を予定している。

## 構成

### 大阪河内長野線
大阪河内長野線は、起点を大阪府大阪市東住吉区住道矢田（大和川交差部）、終点を河内長野市上原町（国道170号交差部）、もしくは河内長野市石仏（石仏バイパス起点）とする幅員35 - 25 m（両側4車線）、総延長21.3 kmの都市計画道路である。堺市美原区から終点の区間を大阪橋本道路の一部としている。なお、先述の河内長野市上原町から石仏の暫定2車線の区間3.8 kmは、現在は大阪河内長野線と呼称せず、国道371号バイパスの一部として認識されている（#国道371号バイパスの項を参照）。
今里筋（都市計画道路森小路大和川線）を南へ伸ばす形で、主に松原市、堺市北区、美原区、東区、大阪狭山市を経由する。当初は6車線道路が計画されていたが、現在は両側4車線に見直され、起点と終点の周辺で事業を開始している。2013年3月21日に松原市天美東2丁目 - 4丁目の区間、堺市美原区北余部 - 南余部の区間、大阪狭山市池尻中3丁目 - 池之原2丁目の区間は大阪府道26号バイパスとして暫定2車線で供給されており、2013年11月6日に河内長野市小山田町 - 上原町の区間（赤峰トンネル）は4車線で供用されている。

### 国道371号バイパス
河内長野市上原町から橋本市柱本までの新設されたまたは事業中のバイパス区間を指し、主に大阪河内長野線の一部と以下の石仏バイパス・天見紀見トンネル（新紀見トンネル）・橋本バイパスで構成されている。石仏バイパスと天見紀見トンネルは自転車等の軽車両や歩行者は通行禁止。
河内長野市上原町から石仏の区間が「大阪河内長野線」との重複区間となっており、暫定2車線で供用されている。上原町交差点から高向南交差点にかけては、急傾斜にも関わらず交通量が多いため渋滞のボトルネックが発生し、すでに許容量を超えた状態にある（詳細は国道371号の頁にて）。

#### 石仏バイパス
石仏バイパスは、起点を石仏（大阪河内長野線の終点）、終点を府県境としており、延長は6.1kmである。事業区間を石仏 - 千早口（1工区）、千早口 - 天見（2工区）、天見 - 県境（3工区）の3工期に分けて工事が行われている。事業区間の大部分がトンネルと橋梁が連続する。1工区間は2003年3月に暫定2車線で開通、2工区間は2018年9月29日に出合取付道路ともに開通した。3工区間（天見紀見トンネルを含む）は、2024年6月2日に開通。

#### 天見紀見トンネル（新紀見トンネル）
石仏バイパスの3工区の一部として2024年6月2日開通

#### 橋本バイパス
橋本バイパスは、柱本 - 慶賀野間、慶賀野 - 三石台間の市道転用の部分、三石台 - 市脇間を合わせた6.9 kmの道路。全線4車線で供用されている。